# A Festa Vai Começar
Ayer y hoy, intitulado A Festa Vai Começar na versão brasileira, é o décimo nono álbum de estúdio da boy band porto-riquenha Menudo e o segundo gravado em português. Lançado em 1985 pela gravadora RCA Records, o álbum reflete a estratégia de adaptação linguística para alcançar públicos de diferentes países. 
Nesta obra, a formação da banda incluía os integrantes Ricky Martin, Robby Rosa, Charlie Massó, Roy Rosselló e Raymond Acevedo.
Entre as faixas destacadas estão os singles em espanhol "La fiesta va a empezar", e "Acercate", que conquistaram audiências nos países hispanófonos. A versão brasileira do álbum trouxe como principais lançamentos as músicas  "Viva! Bravo!" e "Vem Por Favor".
O álbum alcançou sucesso comercial significativo, figurando em paradas musicais de países como Brasil e Estados Unidos. Esse desempenho reafirmou a posição do Menudo como um dos principais fenômenos musicais da década de 1980, reconhecido por sua abordagem inovadora e pelo apelo juvenil em diferentes mercados.  

## Produção e repertório
O álbum foi gravado na Espanha e em Porto Rico, sob a direção do criador do Menudo, Edgardo Diáz. A produção e a maioria das composições são de Carlos Villa e Alejandro Monroy, dois espanhóis que sempre orientaram o grupo musicalmente. Em entrevista sobre o álbum Villa afirmou: "o mais fantástico é que nessas composições os meninos conseguem dar um toque magico, próprio da juventude". Já Alejandro Monroy considerou que o trabalho "é a cara dos meninos. Do jeito que as fãs esperam em termos de ritmo, temas e balanço. No entanto, a última palavra sempre será delas".
Uma das músicas do álbum, a intitulada "Marcelo" foi gravada como uma homenagem a um garoto sem-teto que vivia no Brasil, e que os artistas conheceram enquanto estavam em turnê pelo país. Segundo o integrante Roy: "Uma tarde decidimos levar ao nosso hotel um grupo de meninos que perambulavam pelas ruas do Brasil sem ter aonde ir quando chega a noite (...) Entre os que estavam nesse grupo estava Marcelo y ele ganhou o afeto de todos nós".

## Divulgação
Como forma de divulgação o grupo veio para o Brasil iniciar uma turnê que incluía as músicas do disco e novas coreografias para as canções. O cantor Ricky Martin afirmou em entrevista da época: "O Brasil me fascina. Por isso, estar aqui outra vez é um prazer. Gostei muito de gravar o novo elepê "A Festa Vai Começar", com letras em português e é com a mesma alegria que eu e meus companheiros estamos fazendo esse show. A nossa banda e as músicas novas estão fazendo sucesso. O público brasileiro é muito "caliente" e nos motiva cada vez mais a apresentarmos o melhor da nossa música".

## Recepção crítica
| Críticas profissionais | Críticas profissionais |
| Avaliações da crítica  | Avaliações da crítica  |
| Fonte                  | Avaliação              |
| ---------------------- | ---------------------- |
| Correio Braziliense    | Desfavorável           |
| New Sunday Times       | Mista                  |
| Veja                   | Desfavorável           |

As resenhas dos críticos especializados em música, dividiram-se entre mistas e desfavoráveis.
A Festa Vai Começar
O jornalista do Correio Braziliense afirmou que apesar de ter um novo integrante no grupo, Ramon, o álbum não traz nada de novo. Segundo ele, tal fato ocorre porque: "os produtores, compositores e talvez até os músicos são os mesmos de sempre e as canções não passam de versões apressadas das mesmas músicas que eles cantam em outros idiomas".
O crítico da revista Veja afirmou que o novo álbum trouxe significativas mudanças na produção musical do grupo, com arranjos que se aproximam do funk americano. Destacou que Robby, o único bom cantor do grupo, assumiu as partes vocais mais difíceis. Apesar disso, o crítico considerou que o LP anterior em inglês é superior, e pontuou que há momentos musicais em A Festa Vai Começar que soam como martírio. Mesmo assim, reconheceu que o disco funciona bem como material promocional e garante o sucesso dos shows.
Ayer y hoy
R. S. Murthy, do jornal New Sunday Times, escreveu que embora o Menudo apresente um pop latino com influências de funk e soul e soe surpreendentemente maduro para a idade dos integrantes, as canções lembram muito outras músicas e estilos, o que tira a autenticidade do álbum.

## Desempenho comercial
A versão em espanhol do álbum atingiu a posição de número dezenove na parada musical Billboard Latin Pop Albums, ao passo que a A Festa Vai Começar atingiu a posição de número cinco na parada de sucessos brasileiras auditada pela Nelson Oliveira Pesquisa e Estudo de Mercado (Nopem).
De acordo com o jornal La Opinion, a música "Viva! Bravo!" atingiu a posição de número 5 na parada musical de La Paz, capital da Bolívia.

## Lista de faixas
- Créditos adaptados dos LPs Ayer y hoy e A Festa Vai Começar, de 1985.[17][18]

| Ayer Y Hoy |                                 |                                          |                                |         |  |
| N.º        | Título                          | Compositor(es)                           | Intérprete                     | Duração |  |
| 1.         | "La fiesta va a empezar"        | Alejandro Monroy, Carlos Villa           | Robby Rosa                     | 3:42    |  |
| 2.         | "Acércate"                      | A. Monroy, C. Villa                      | Charlie Massó                  | 4:26    |  |
| 3.         | "Aventureros"                   | A. Monroy, C. Villa, Mary Lynne M. Pagán | Raymond Acevedo                | 3:27    |  |
| 4.         | "Marcelo"                       | A. Monroy, C. Villa, Edgardo Diaz        | Robby Rosa                     | 3:41    |  |
| 5.         | "Me siento bien con mis amigos" | A. Monroy, C. Villa                      | Ricky Martin e Raymond Acevedo | 2:56    |  |
| 6.         | "Viva! Bravo!"                  | A. Monroy, C. Villa                      | Charlie Massó                  | 2:50    |  |
| 7.         | "Pañuelo blanco americano"      | A. Monroy, C. Villa                      | Raymond Acevedo                | 3:04    |  |
| 8.         | "Soy tuyo"                      | A. Monroy, C. Villa                      | Robby Rosa                     | 4:00    |  |
| 9.         | "En San Juan me enamoré"        | A. Monroy, C. Villa, E. Diaz             | Raymond Acevedo                | 4:00    |  |
| 10.        | "Alegra esa cara"               | A. Monroy, C. Villa                      | Roy Rosselló                   | 3:00    |  |

| A Festa Vai Começar |                                |                                                  |                                |         |  |
| N.º                 | Título                         | Compositor(es)                                   | Intérprete                     | Duração |  |
| 1.                  | "A Festa Vai Começar"          | A. Monroy, C. Villa, vers. C. Colla              | Robby Rosa                     | 4:21    |  |
| 2.                  | "Vem, Por Favor"               | A. Monroy, C. Villa, vers. C. Moore              | Raymond Acevedo                | 2:52    |  |
| 3.                  | "Aventureiros"                 | A. Monroy, C. Villa, M. L. Pagán, vers. C. Colla | Raymond Acevedo                | 3:04    |  |
| 4.                  | "Marcelo"                      | A. Monroy, C. Villa, E. Díaz, vers. C. Colla     | Robby Rosa                     | 3:43    |  |
| 5.                  | "Me Sinto Bem Com Meus Amigos" | A. Monroy, C. Villa, vers. C. Colla              | Ricky Martin e Raymond Acevedo | 3:57    |  |
| 6.                  | "Viva! Bravo!"                 | A. Monroy, C. Villa, vers. C. Colla              | Charlie Massó                  | 3:31    |  |
| 7.                  | "Bandeira Sul-Americana"       | A. Monroy, C. Villa, vers. C. Colla              | Raymond Acevedo                | 3:45    |  |
| 8.                  | "Quero Ter Teu Amor"           | A. Monroy, C. Villa, vers. C. Colla              | Robby Rosa                     | 3:04    |  |
| 9.                  | "Em San Juan Me Apaixonei"     | A. Monroy, C. Villa, vers. C. Colla              | Charlie Massó                  | 4:05    |  |
| 10.                 | "Alegra Essa Cara"             | A. Monroy, C. Villa, vers. C. Colla              | Roy Rosseló                    | 2:59    |  |
| Duração total:      | Duração total:                 | Duração total:                                   | Duração total:                 | 35:21   |  |

## Tabelas

### Tabelas semanais
Ayer Y Hoy
| Tabela musical (1985)                       | Melhor posição |
| ------------------------------------------- | -------------- |
| Estados Unidos (Billboard Latin Pop Albums) | 19             |

A Festa Vai Começar
| Tabela musical (1985)               | Melhor posição |
| ----------------------------------- | -------------- |
| Brasil (Bizz - As 10 mais vendidas) | 7              |
| Brasil (Nopem)                      | 5              |